# William Lustig
William Lustig, född 1 februari 1955, är en amerikansk filmregissör, mest känd för sina skräckfilmer. Han har även spelat småroller sina egna och Sam Raimis filmer. Han är VD för DVD-distributionsbolaget Blue Underground.

## Filmografi
- 1997 – Uncle Sam
- 1993 – Maniac Cop 3:Badge of Silence
- 1990 – Maniac Cop 2
- 1989 – The Sunset Killer
- 1989 – Dödslistan
- 1988 – Maniac Cop
- 1983 – Vigilante
- 1980 – Maniac
- Dessförinnan gjorde han även två mer eller mindre pornografiska filmer under pseudonymen Billy Bagg.